# Gabba Front Berlin
Gabba Front Berlin niemiecka grupa grająca Speedcore, znana także pod akronimem GFB
Grupa została założona przez Steffen'a Reinecke w 1996 roku, reszta jej członków to Ralf Schwarzenberger i Stephan Seidel.

## Dyskografia
- 1999 - Various Artists - Und Gott sprach: (12", United Speedcore Nation)
- 2000 - Various Artists - Dark Energy Beat (12", Sonority Productions)
- 2001 - Gabba Front Berlin - One In Seven (12", Brain Distortion)
- 2002 - Various Artists - Underground Hardcore (CD, Underground Hardcore)
- 2003 - Various Artists - Doomsday (10" Pic, Doomsday Rec.)
- 2003 - Various Artists - Project Germany Famoust (2CD, Bassrise)
- 2004 - Various Artists - Xtreme.core Xcerpt (12", Analphabetik)
- 2005 - Various Artists - Xtreme.Core II (CD, Noistorm)
- 2005 - Various Artists - Kill Your Brain (CD, Cerebral Destruction)
- 2005 - Various Artists - I Hate Trance I (CD, Underground For Ever)
- 2005 - Various Artists - Tunnel Of Terror (12", Cerebral Destruction)
- 2006 - Bonehead - Bone Shattering Sounds On Da Battlefield (12", Special Forces)
- 2006 - Various Artists - Xtreme.Core III (CD, Noistorm)
- 2006 - Various Artists - Terrornoize Industry 4 (12", Terrornoize Industry)
- 2006 - Gabba Front Berlin / Hellseeker - Project: Enigma (12", Darkera)
- 2006 - Various Artists - The Remix Project (CD, Digital Inferno)
- 2006 - Various Artists - Not Broken Anymore (12", Cerebral Destruction)
- 2006 - Gabba Front Berlin - Emoticons Stole My Face (12", Noistorm)
- 2006 - Various Artists - Xtreme.Core IV (CD, Noistorm)
- 2007 - Various Artists - 1000% Hardcore 2 (CD, Thorntree)
- 2007 - Various Artists - Core Meltdown (CD, Braindestruction)
- 2007 - GFB vs. Rotello - The Berserk : Reloaded (3.5" Floppy Disk, Enyokern)